# Schwimbach (Thalach)
Der Schwimbach ist ein Bach auf dem Gebiet des Marktes Thalmässing.

## Verlauf
Der Schwimbach entspringt nordwestlich von Schwimbach und fließt in überwiegend südliche Richtung. Bald schon durchquert er verrohrt diesen namensgleichen Ort. Etwa einen Kilometer nach dem Ortsende mündet kurz nach einem Teich im Bachlauf von Nordwesten her der Kerlingbach. Unter Appenstetten am linken Hang liegt rechts am Lauf ein weiterer Teich. Kurz nach der Kläranlage von Thalmässing tritt der Schwimbach in die flache Thalach-Flussaue über und mündet nach einem letzten halben Kilometer nunmehr östlichen Laufs fast parallel zu dieser wenige Schritte vor der Straßenbrücke zwischen Aue diesseits und Kochsmühle jenseits von links in die Thalach.